# اکبر صادقی (بازیکن فوتبال)
اکبر صادقی (زادهٔ ۲۰ اسفند ۱۳۶۳) یک بازیکن سابق فوتبال اهل ایران است که در پست هافبک دفاعی بازی می‌کرد.
وی همچنین در تیم ملی فوتبال ایران بازی کرده‌است.

## دوران باشگاهی

### نساجی
وی در تاریخ ۶ اسفند ۱۳۹۹ با عقد قراردادی ۱/۵ ساله به نساجی مازندران پیوست با حضور صادقی در خط هافبک نساجی میانه میدان این تیم ثبات لازم را پیدا کرد
صادقی در پایان فصل به دلیل عملکرد خوبش در نساجی با پیشنهاد تمدید قرارداد به مدت ۲ سال از طرف مدیریت باشگاه روبرو شد و قراردادش را به مدت دو سال دیگر تمدید کرد